# Novadnieku pagasts
Novadnieku pagasts er en territorial enhed i Saldus novads i Letland. Pagasten etableredes i 1945, havde 1.921 indbyggere i 2010 og omfatter et areal på 108,84 kvadratkilometer. Hovedbyen i pagasten er Mežvidi.